# 鳥海柵
鳥海柵（とのみのさく）は、岩手県胆沢郡金ケ崎町西根縦街道南・原添下・鳥海・二ノ宮後にあった平安時代の豪族安倍氏の城柵（日本の城）。指定名称「鳥海柵跡」（とのみのさくあと）として、2013年（平成25年）10月17日に国の史跡に指定されている。

## 概要
鳥海柵跡は、北上川とその支流の胆沢川の合流点から西北西約2.5キロメートル地点で、胆沢川北岸の地点に位置する。胆沢川を挟んで約2キロメートルの地点には、胆沢城跡が所在する。
金ケ崎段丘の南扇端に立地し、低地との比高は約10メートルである。その台地は沢田川等の自然の沢で形成された3条の開析谷によって4つに分かれ、北から「縦街道南」「原添下」「鳥海」「二ノ宮後」という地名が残る。その規模は、南北約500メートル・東西約300メートルと推定される。別名・弥三郎館（やさぶろうたて）。
前九年の役は、永承6年（1051年）、陸奥守藤原登任と安倍頼良との武力衝突から始まる。合戦の際、安倍頼良（のちの頼時）は、源頼義の勧誘に応じた安倍富忠と戦い、流れ矢に当たり、この柵に帰り死んでいる。康平5年（1062年）9月11日、源氏・清原連合軍に攻められ落柵。衣川関の陥落後、安倍氏はこの柵に拠るが、戦わずしてさらに北の厨川柵へ走り、最後の抗戦をした。
厨川柵・嫗戸柵（ともに盛岡市付近）を陥落させたことにより終結するが、その後、後三年の役を経て、奥州の支配権は藤原清衡に始まる奥州藤原氏へと移ることとなる。11世紀前半〜中頃の安倍氏の時代は平泉を中心とする奥州藤原氏の時代の前史と位置づけられる。
1958年（昭和33年）から2012年（平成24年）まで19回に亘り発掘調査が行われた。1958年（昭和33年）から1965年（昭和40年）までの西根遺跡調査は、金ケ崎町教育委員会が岩手大学の協力を得て調査を実施し、50棟を超える竪穴建物跡が検出されて注目を集めた。
1972年（昭和47年）、1975年（昭和50年）は東北縦貫自動車道整備にともない岩手県教育委員会が発掘調査を実施し、櫓状建物跡や堀、塀跡などが検出された。なかでも堀は、台地を分割する北端の谷とその南側の谷との間を結ぶことが確認され、長さは145メートルに及ぶ。遺構の時期や巨大な堀の存在から、この遺跡が、伝承どおり鳥海柵跡である可能性が高まった。
1979年（昭和54年）は国道4号金ケ崎バイパスの整備にともない岩手県埋蔵文化財調査センターで調査を実施し、縦街道古墳群等が検出された。
これらの調査を踏まえ、2003年（平成15年）から2012年（平成24年）まで史跡としての保存を目指し、金ケ崎町教育委員会によって確認調査が行われ、四面廂付掘立柱建物跡や竪穴建物跡、堀などが検出された。原添下区域の南東端からは谷とをL字に結ぶ堀が検出され、方形に区画された台地からは東西方向の掘立柱建物が2棟検出された。堀からは11世紀中頃の土師器が大量に出土している。遺跡北部の縦街道南区域からは、東西16.50メートル、南北12.58メートルの四面廂付きの掘立柱建物が検出された。この建物は柱列が整然と並び、床束の柱穴と寸莎（すさ）痕跡のある焼土塊が出土から、土壁で床張りの建物だったと考えられる。北側の廂柱列から円形土製品や鉄製品、柱状高台の土器底部が、付近からは水晶玉が出土しており、建物に対する何らかの儀式が行なわれた可能性が考えられる。この建物の南側では桁行1間、梁行2間の掘立柱建物が近接して検出されており、建物の軸線がほぼ一致することから一体の建物であった可能性も考えられる。建物の時期は、出土した土師器から11世紀前半と考えられる。遺構の状況等から、この建物は政治・儀式に関わる中心的な建物と推定される。
江戸時代の地誌である『安永風土記』は、この地が鳥海柵跡であるという伝承を伝えており、大正時代には「鳥海柵見取り図」という絵図も調製されている。平安時代に書かれた『陸奥話記』には安倍氏が設けた12の柵が記されているが、その中心的な柵が「鳥海柵」である。
『吾妻鏡』などには「鳥海三郎宗任」とあることから、安倍頼良の三男宗任が柵主と考えられている。
安倍氏の勃興期から全盛期にかけての状況をよく伝えているのみならず、律令国家による支配から自立し、平泉で結実する奥州平泉文化の起源を知る上で重要である。また、史跡・大鳥井山遺跡や史跡・柳之御所遺跡などとともに、東北で成立、発展した居館のあり方や都市計画の展開を知る上でも重要であるとして、遺跡は2013年（平成25年） 10月に国の史跡に指定された。

## 交通
- 東北本線金ケ崎駅から車で約10分

　東北縦貫自動車道水沢ICから国道四号線を北へ車で約5分

## 関連文献
- 樋口知志 監修・浅利英克・	島田祐悦 著『安倍・清原氏の巨大城柵　鳥海柵跡・大鳥井山遺跡』吉川弘文館　2022年9月　ISBN　9784642084208